# Campeonato de Fútbol del Guayas 1967
El Campeonato de Guayaquil de Fútbol de 1967, más conocido como la Copa de Guayaquil 1967, fue la 17.ª edición de los campeonatos profesionales del Guayas, dicho torneo fue organizado por la ASOGUAYAS, este sería el último torneo que se jugaría esto fue debido a que la FEF decidiera que a partir de 1967 en adelante se abolieran los campeonatos provinciales profesionales que sirvieran de clasificatorios para el campeonato ecuatoriano de fútbol y así darles mayor prioridad al campeonato nacional en el tiempo de preparación de los clubes y del calendario de juegos es por ello que esta sería su última edición y como torneo clasificatorio.
El Barcelona se coronaría como último campeón del torneo tras obtener su quinta estrella, mientras que el Emelec obtendría al finalizar los campeonatos provinciales su 6.º subtítulo local.

## Formato del torneo
La última edición del campeonato de Guayaquil se jugara a una sola etapa y será de la siguiente manera. 
Primera Etapa(Etapa Única)
Se jugara a una sola etapa de 14 fechas en encuentros de ida y vuelta al finalizar el torneo el campeón será reconocido al que tenga la mayor cantidad de puntos, los cuatro equipos que terminen en las primeras 4 ubicaciones del torneo serán clasificados al Campeonato Ecuatoriano de Fútbol 1967, mientras que los otros 3 equipos que no lo consigan tendrán el derecho de jugar Serie A para la campaña de 1968 por medio de la naciente Segunda División.

## Equipos
| Equipo        | Ciudad          | Estadio         | Capacidad |
| ------------- | --------------- | --------------- | --------- |
| Barcelona     | Guayaquil       | Alberto Spencer | 42.000    |
| Emelec        | Guayaquil       | Alberto Spencer | 42.000    |
| Español       | Guayaquil       | Alberto Spencer | 42.000    |
| Patria        | Guayaquil       | Alberto Spencer | 42.000    |
| 9 de Octubre  | Guayaquil       | Alberto Spencer | 42.000    |
| Ferroviarios  | Durán Guayaquil | Alberto Spencer | 42.000    |
| Norte América | Guayaquil       | Alberto Spencer | 42.000    |

## Primera Etapa

### Partidos y resultados
| Fecha 1      | Fecha 1   | Fecha 1          |
| Equipo Local | Resultado | Equipo Visitante |
| ------------ | --------- | ---------------- |
| Ferroviarios | 1-0       | Patria           |
| 9 de Octubre | 1-0       | Español          |
| Norteamérica | 1-4       | Barcelona        |

| Fecha 2      | Fecha 2   | Fecha 2          |
| Equipo Local | Resultado | Equipo Visitante |
| ------------ | --------- | ---------------- |
| Emelec       | 1-0       | Norteamérica     |
| Español      | 2-1       | Ferroviarios     |
| Patria       | 3-1       | 9 de Octubre     |

| Fecha 3      | Fecha 3   | Fecha 3          |
| Equipo Local | Resultado | Equipo Visitante |
| ------------ | --------- | ---------------- |
| Barcelona    | 2-0       | Ferroviarios     |
| 9 de Octubre | 1-3       | Emelec           |
| Patria       | 1-0       | Español          |

| Fecha 4      | Fecha 4   | Fecha 4          |
| Equipo Local | Resultado | Equipo Visitante |
| ------------ | --------- | ---------------- |
| Emelec       | 2-0       | Español          |
| 9 de Octubre | 1-1       | Barcelona        |
| Ferroviarios | 0-2       | Norteamérica     |

| Fecha 5      | Fecha 5   | Fecha 5          |
| Equipo Local | Resultado | Equipo Visitante |
| ------------ | --------- | ---------------- |
| Barcelona    | 0-0       | Patria           |
| Español      | 1-1       | Norteamérica     |
| Ferroviarios | 0-0       | Emelec           |

| Fecha 6      | Fecha 6   | Fecha 6          |
| Equipo Local | Resultado | Equipo Visitante |
| ------------ | --------- | ---------------- |
| Emelec       | 2-1       | Patria           |
| Español      | 0-0       | Barcelona        |
| 9 de Octubre | 1-1       | Norteamérica     |

| Fecha 7      | Fecha 7   | Fecha 7          |
| Equipo Local | Resultado | Equipo Visitante |
| ------------ | --------- | ---------------- |
| Barcelona    | 0-1       | Emelec           |
| Ferroviarios | 1-0       | 9 de Octubre     |
| Patria       | 1-1       | Norteamérica     |

| Fecha 8      | Fecha 8   | Fecha 8          |
| Equipo Local | Resultado | Equipo Visitante |
| ------------ | --------- | ---------------- |
| Barcelona    | 1-0       | Norteamérica     |
| Español      | 0-0       | 9 de Octubre     |
| Patria       | 0-1       | Ferroviarios     |

| Fecha 9      | Fecha 9   | Fecha 9          |
| Equipo Local | Resultado | Equipo Visitante |
| ------------ | --------- | ---------------- |
| Patria       | 3-1       | 9 de Octubre     |
| Ferroviarios | 1-2       | Español          |
| Norteamérica | 1-1       | Emelec           |

| Fecha 10     | Fecha 10  | Fecha 10         |
| Equipo Local | Resultado | Equipo Visitante |
| ------------ | --------- | ---------------- |
| Emelec       | 2-2       | 9 de Octubre     |
| Ferroviarios | 1-4       | Barcelona        |
| Español      | 1-1       | Patria           |

| Fecha 11     | Fecha 11  | Fecha 11         |
| Equipo Local | Resultado | Equipo Visitante |
| ------------ | --------- | ---------------- |
| Barcelona    | 4-1       | 9 de Octubre     |
| Español      | 1-0       | Emelec           |
| Norteamérica | 0-0       | Ferroviarios     |

| Fecha 12     | Fecha 12  | Fecha 12         |
| Equipo Local | Resultado | Equipo Visitante |
| ------------ | --------- | ---------------- |
| Emelec       | 3-1       | Ferroviarios     |
| Patria       | 2-2       | Barcelona        |
| Norteamérica | 0-3       | Español          |

| Fecha 13     | Fecha 13  | Fecha 13         |
| Equipo Local | Resultado | Equipo Visitante |
| ------------ | --------- | ---------------- |
| Barcelona    | 3-1       | Español          |
| Norteamérica | 0-1       | 9 de Octubre     |
| Patria       | 1-2       | Emelec           |

| Fecha 14     | Fecha 14  | Fecha 14         |
| Equipo Local | Resultado | Equipo Visitante |
| ------------ | --------- | ---------------- |
| Emelec       | 0-1       | Barcelona        |
| 9 de Octubre | 3-0       | Ferroviarios     |
| Norteamérica | 1-4       | Patria           |

### Tabla de posiciones
|  |  |    | Equipo        | PJ | PG | PE | PP | GF | GC | DG  | PTS |
|  |  | -- | ------------- | -- | -- | -- | -- | -- | -- | --- | --- |
|  |  | 1. | Barcelona     | 12 | 7  | 4  | 1  | 22 | 8  | +14 | 18  |
|  |  | 2. | Emelec        | 12 | 7  | 3  | 2  | 17 | 9  | +8  | 17  |
|  |  | 3. | Patria        | 12 | 4  | 4  | 4  | 17 | 13 | +4  | 12  |
|  |  | 4. | Español       | 12 | 4  | 3  | 7  | 11 | 11 | 0   | 11  |
|  |  | 5. | 9 de Octubre  | 12 | 3  | 3  | 6  | 13 | 16 | -3  | 9   |
|  |  | 6. | Ferroviarios  | 12 | 3  | 2  | 7  | 7  | 17 | -10 | 8   |
|  |  | 7. | Norte América | 12 | 1  | 5  | 6  | 8  | 18 | -10 | 7   |

 Pts=Puntos; PJ=Partidos jugados; G=Partidos ganados; E=Partidos empatados; P=Partidos perdidos; GF=Goles a favor; GC=Goles en contra; Dif=Diferencia de gol; PB=Puntos de Bonificación
|  | Campeón, clasificó al Campeonato Ecuatoriano de Fútbol 1967.    |
|  | Subcampeón, clasificó al Campeonato Ecuatoriano de Fútbol 1967. |
|  | Clasificó al Campeonato Ecuatoriano de Fútbol 1967.             |
|  | Descendieron a la Segunda División 1967                         |

### Campeón
|                       |
| Barcelona 5.to Título |